# Solonțiuvatka, Bobrîneț
Solonțiuvatka (în ucraineană Солонцюватка) este localitatea de reședință a comunei Solonțiuvatka din raionul Bobrîneț, regiunea Kirovohrad, Ucraina.

## Demografie
Componența lingvistică a localității Solonțiuvatka
     Ucraineană (86,67%)
     Română (10,67%)
     Rusă (2,67%)
Conform recensământului din 2001, majoritatea populației localității Solonțiuvatka era vorbitoare de ucraineană (86,67%), existând în minoritate și vorbitori de română (10,67%) și rusă (2,67%).